# Джонс, Омари
Омари Джонс (англ. Omari Jones; 7 ноября 2002, Орландо, США) — американский боксёр-профессионал выступающий в первом среднем вес (до 69,9 кг).
Достижения среди любителей: бронзовый призёр Олимпийских игр (2024), серебряный призёр чемпионата мира (2021), бронзовый призёр Панамериканского чемпионата (2022), чемпион США (2020).
Лучшая позиция по рейтингу BoxRec — 237-я (июль 2025), и является 49-м среди американских боксёров первой средней весовой категории, — входя в ТОП-250 лучших первой средней весовой категории мира.

## Биография
В 2024 году окончил Колледж Валенсия (Орландо, Флорида), получив степень младшего специалиста по общим дисциплинам.

## Любительская карьера
В 4 года начал заниматься карате. Боксом начал заниматься в 8 лет.
Тренеры — Джейсон Галарса (работает в зале «School of Hard Knocks»), Карл Джонс (отец Омари) и Крейг Данкан.
В июне 2018 года стал серебряным призёром чемпионата США среди юниоров в весовой категории до 66 кг.

### Чемпионат США[англ.]2020
Выступал в полусреднем весе (до 69 кг). В 1/32 финала победил Эфрейна Лоредо. В 1/16 финала победил Лариаса Лотта. В 1/8 финала победил Джесси Флетчера. В четвертьфинале победил Стива Каннингема. В полуфинале победил Рамона Акосту. В финале победил Анхеля Переса.

### Чемпионат мира 2021
Выступал в полусреднем весе (до 67 кг). В 1/32 финала победил Джо Каяла из ДР Конго. В 1/16 финала победил британца Тайлера Джолли. В 1/8 финала победил норвежца Мартина Скогхейма. В четвертьфинале победил бразильца Вандерсона де Оливейру. В полуфинале победил грузина Лашу Гурули. В финале проиграл японцу Сэвону Окадзаве.

### Панамериканский чемпионат 2022[фр.]
Выступал в 1-м среднем весе (до 71 кг). В четвертьфинале победил колумбийца Александера Ранхеля. В полуфинале проиграл мексиканцу Марко Верде.

### Панамериканские игры 2023
Выступал в 1-м среднем весе (до 71 кг). В 1/8 финала победил пуэрториканца Анхеля Лланоса. В четвертьфинале проиграл мексиканцу Марко Верде.

### Олимпийские игры 2024
Выступал в полусреднем весе (до 71 кг). В 1/8 финала победил Чиа-вэй Кана из Тайваня. В четвертьфинале победил болгарина Рами Кивана. В полуфинале проиграл узбекистанцу Асадхуже Муйдинхужаеву.

## Профессиональная карьера
В январе 2025 года подписал контракт с промоутерской компанией Matchroom Sport.
Дебютировал на профессиональном ринге в лимите первого среднего веса (до 69,9 кг) 15 марта 2025 года, победив нокаутом во 2-м раунде.
12 апреля 2025 года в андеркарде объединительного боя Джарон Эннис и Эймантас Станёнис успешно провел второй бой против Уильяма Джексона (13-5). Нокаутировал соперника ударом по корпусу.
19 июля во Фриско (США) провел третий бой в вечере Эдди Хирна встретившись с опытным аргентинцем  Альфредо Родольфо Бланко. Джонс сразу завладел инициативой и пространством. На последних секундах второго раунда Бланко оказался в нокдауне от левого джеба. В междураундовой статистике оказалось что за два раунда аргентинец пропустил более 50 ударов а сам попал всего 2 раза. В третьем раунде Джонс зажал Бланко у канатов и нокаутировал ударом левой в корпус.

## Статистика боёв
В таблице перечислены результаты всех поединков боксёров.
В каждой строке указан результат поединка. Дополнительно номер поединка обозначен цветом, который обозначает итог поединка. Расшифровка обозначений и цветов представлена в нижеследующей таблице.
| Пример | Расшифровка                     |
| ------ | ------------------------------- |
|        | Победа                          |
|        | Ничья                           |
|        | Поражение                       |
|        | Планируемый поединок            |
|        | Поединок признан несостоявшимся |
| КО     | Нокаут                          |
| ТКО    | Технический нокаут              |
| PTS    | Решение судей (по очкам)        |
| UD     | Единогласное решение судей      |
| MD     | Решение большинства судей       |
| SD     | Раздельное решение судей        |
| RTD    | Отказ от продолжения боя        |
| DQ     | Дисквалификация                 |
| NC     | Поединок признан несостоявшимся |

| Бой | Дата           | Соперник                         | Место проведения                               | Результат | Примечание                       |
| --- | -------------- | -------------------------------- | ---------------------------------------------- | --------- | -------------------------------- |
| 3   | 19 июля 2025   | Альфредо Родольфо Бланко (24-14) | Ford Center at The Star, Фриско, Техас, США    | KO3 (6)   | Бланко в нокдауне во 2-м раунде. |
| 2   | 12 апреля 2025 | Уильям Джексон (13-5-2)          | Boardwalk Hall, Атлантик-Сити, Нью-Джерси, США | KO1 (6)   |                                  |
| 1   | 15 марта 2025  | Алессио Мастронунцио (14-5)      | Caribe Royale, Орландо, Флорида, США           | TKO2 (6)  |                                  |
| Бой | Дата           | Соперник                         | Место проведения                               | Результат | Примечание                       |

## Титулы и достижения

### Любительские
- 2018  Серебряный призёр чемпионата США среди юниоров в весовой категории до 66 кг.
- 2020  Чемпион США в полусреднем весе (до 69 кг).
- 2021  Серебряный призёр чемпионата мира в полусреднем весе (до 67 кг).
- 2022  Бронзовый призёр Панамериканского чемпионата в 1-м среднем весе (до 71 кг).
- 2024  Бронзовый призёр Олимпийских игр в полусреднем весе (до 71 кг).